# オレグ・コルネイエフ
オレグ・コルネイエフ（Oleg Korneev, 1982年3月10日 - ）は、ロシア・モスクワ出身のプロ野球選手（投手）。

## 経歴
2002年までシアトル・マリナーズのA級でプレーしていた。
200cmの長身から繰り出される威力のあるストレートが持ち味。ロシア代表でもエースとして活躍している。